# Nitosaurus
Nitosaurus is een geslacht van uitgestorven niet-zoogdierachtige synapsiden.
De typesoort Nitosaurus jacksonorum werd in 1937 benoemd door Alfred Romer. Romer gaf geen etymologie van de geslachtsnaam. De soortaanduiding eert de familie Jackson, de eigenaren van de El Cobre-mijn.
Het holotype is AMNH 4782, een bekken en delen van de ledematen, bij de El Cobre Canyon gevonden in een laag van de Cutlerformatie die dateert uit het vroege Perm. Botfragmenten werden toegewezen.
Nitosaurus was een klein dier. Het bekken is maar drie centimeter lang.
Romer benoemde een eigen Nitosauridae. Moderne onderzoekers denken dat het gaat om basaal synapside materiaal waarvan de verwantschappen lastig zijn vast te stellen, oom omdat het niet zeker is dat de gevonden botten bij elkaar horen.